# Matachia marplesi
Matachia marplesi är en spindelart som beskrevs av Forster 1970. Matachia marplesi ingår i släktet Matachia och familjen Desidae. Inga underarter finns listade i Catalogue of Life.